# Sarriguren
Sarriguren es una localidad española de la Comunidad Foral de Navarra perteneciente al municipio del Valle de Egüés. Está situada en la Merindad de Sangüesa, en la Cuenca de Pamplona y a 4 km de la capital de la comunidad, Pamplona, a cuya área metropolitana pertenece. Es la capital del valle desde 2011 y la localidad con mayor población con 15 035 habitantes en 2018 (INE).

## EL topónimoSarriguren
Etimológicamente, Sarriguren es un topónimo vasco compuesto de sarri ‘espesura’ y guren ‘hermoso’, con lo que su significado es ‘la espesura hermosa’. Este nombre de lugar está documentado ya en el año 1035. En documentos antiguos aparece como Sarragurenh, Saragaren, Saraguirenh, Saraguren (1275, NEN), Sarreguren (1276, NEN); Sarriguren (1035, 1286, 1278, 1366, 1383, 1532, 1591, NEN); Sarriurin, Sarrihurin (992, NEN).
La presencia humana en el término de Sarriguren se remonta al menos a la época romana, a la que las investigaciones arqueológicas han adscrito los vestigios más antiguos allí encontrados, formados por diversos restos de cerámica y útiles de metal.

## Geografía física

### Situación

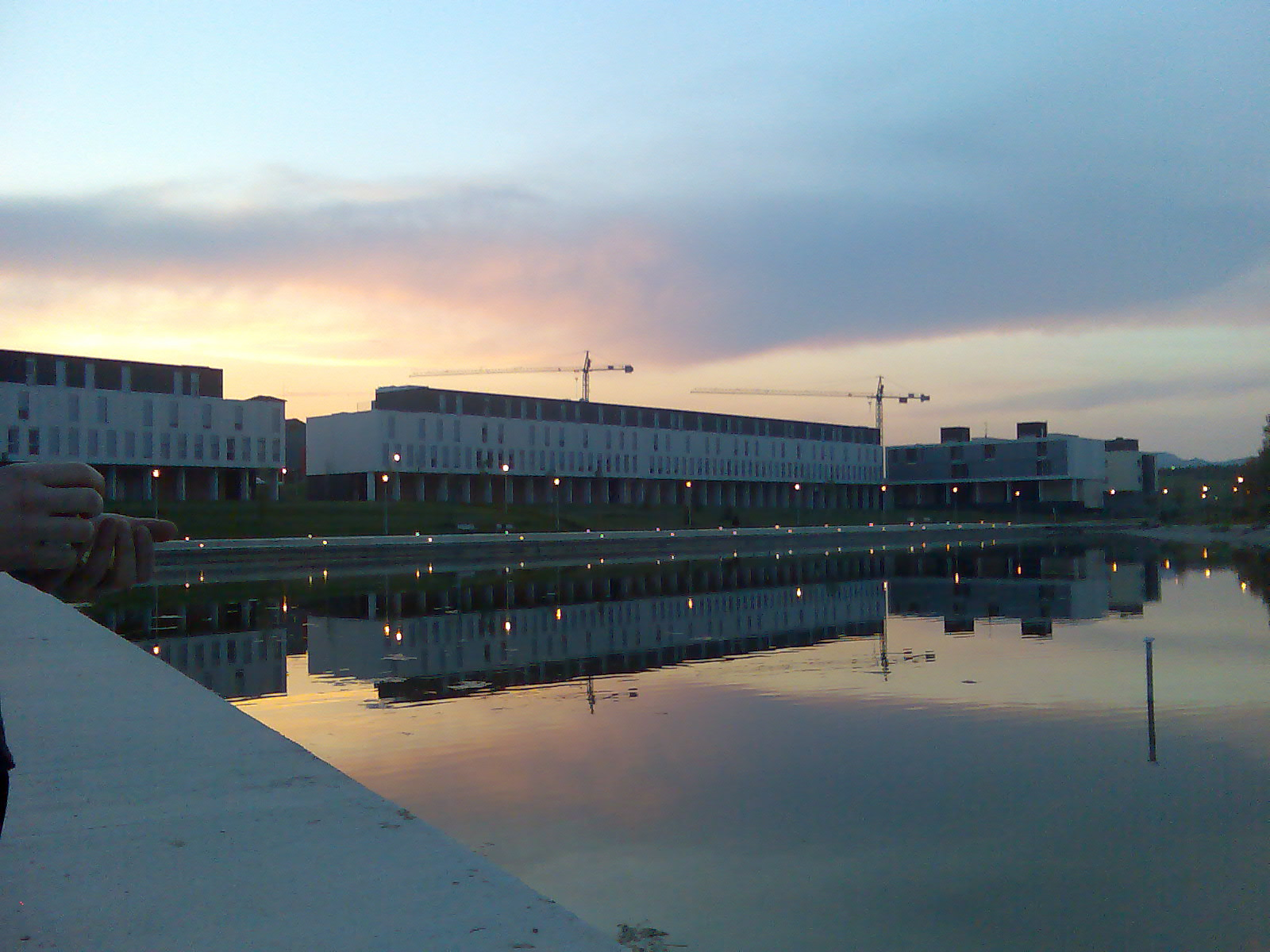
Lago de Sarriguren.

La localidad de Sarriguren está situada muy próxima a la Ronda de Pamplona (Ronda Este) (PA-30) en la carretera NA-2310.
Está situada en llano a una altitud de 460 m s. n. m. Su antiguo término concejil tenía una superficie de 1.501.906 m² de los que 628.147 m² corresponde al núcleo de población y limita por el norte con Gorraiz, por el este con Ardanaz por el sur con Badostáin, y por el oeste con Olaz.
Dista 4 km de Pamplona, la capital de la Comunidad Foral de Navarra.

## Historia

### Prehistoria
Durante las obras de urbanización de las diferentes fases de Sarriguren como Ecociudad, fueron numerosos los hallazgos prehistóricos. Entre ellos, restos de estructuras de combustión (descubiertos durante las obras de extensión de la Avenida Europa) de hace más de 4500 años y tres necrópolis medievales (en las inmediaciones de la parroquia Santa Engracia y en el solar del colegio público), lo que deja muestras que la historia de Sarriguren como lugar habitado tiene, al menos, 6500 años.

### Edad Media
Durante la Edad Media, Sarriguren es una pequeña aldea, cuyo nombre consta en documentos escritos desde principios del siglo XIII, aunque la información que proporcionan es muy escasa. Mediado el siglo XIV, en 1366, la villa cuenta con tres fuegos u hogares de labradores. Además, en la población residía también un hidalgo. Es posible que a esta familia hidalga perteneciera el torreón de piedra que se conserva en la localidad.

### Edad Moderna
Al siglo XV parecen corresponder unas ordenanzas que, renovadas luego en el siglo XVI, regulaban las relaciones sociales de la comunidad vecinal. Este texto nos permite conocer su organización y modos de vida. Los vecinos del núcleo se reúnen para administrar sus asuntos en concejo, plega et bazarre. La máxima autoridad la ostenta el jurado, que interviene en los pleitos entre los vecinos, hace guardar las buenas costumbres, cobra y administra las contribuciones reales o concejiles, y custodia y hace cumplir las ordenanzas. En este período, la economía se basa fundamentalmente en la agricultura y la ganadería. Además, las ordenanzas citan una fuente de la que los vecinos tomaban agua. Esta fuente, sin duda, se corresponde con la descubierta en las obras de la nueva urbanización, que ha sido convenientemente restaurada.

## Urbanismo

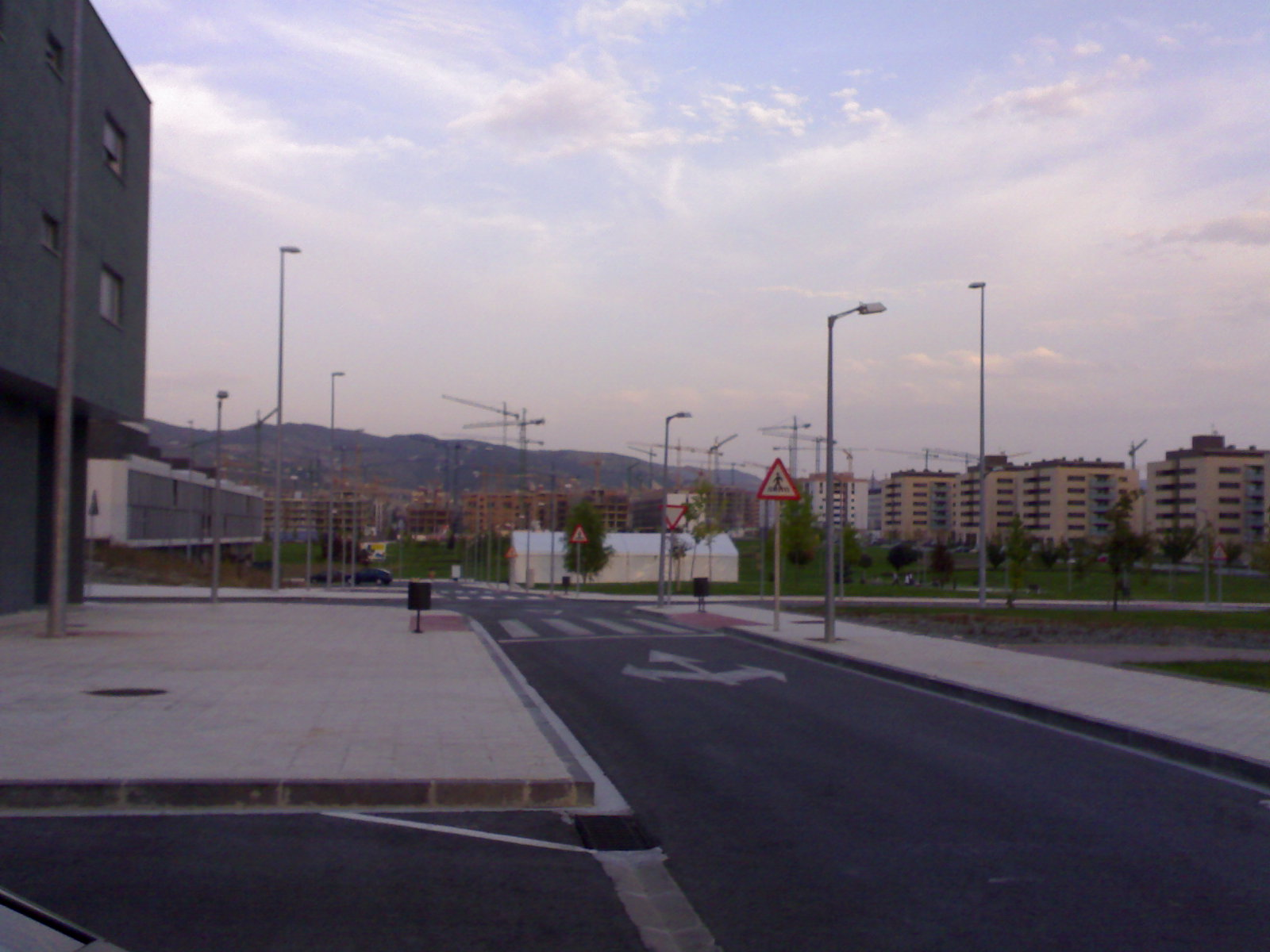
Vista de la EcoCiudad de Sarriguren.

Su entorno paisajístico lo sitúa en una zona de suaves y extensas planicies cubiertas de cereal dominadas en último término por la altura de la Higa de Monreal. El excelente grado de conservación de su hábitat ecológico, así como la proximidad a la capital navarra, hacen de Sarriguren el núcleo ideal para la construcción de esta novedosa EcoCiudad. Los criterios de respeto al medioambiente que se siguen en su construcción incluyen también hacer del actual núcleo urbano el centro de la vida social de esta nueva urbanización.
El proyecto de la EcoCiudad de Sarriguren es una iniciativa del Gobierno de Navarra, a través de la sociedad pública Nasursa (Navarra de Suelo Residencial, S.A.) diseñado por el equipo de urbanistas Taller de Ideas Fue considerado como una buena práctica de desarrollo sostenible en el III, auspiciado por la ONU y que tuvo lugar en Dubái en el año 2000.
Se trata de un proyecto de gran trascendencia para la Comarca de Pamplona. El objetivo básico es generar un nuevo desarrollo urbano en las proximidades de Pamplona constituido por 5097 viviendas de precio limitado y 120 viviendas de precio libre, junto con otros usos urbanos complementarios. Se pretende que la actuación tenga un carácter innovador, haciendo énfasis en la calidad del espacio urbano y en el enfoque bioclimático del conjunto.
El desarrollo de la EcoCiudad se produce en torno al actual núcleo rural de Sarriguren. Se ha respetado la idiosincrasia de este pequeño núcleo rural en declive, integrándolo en la propuesta mediante un diseño adecuado, y potenciando así su identidad en el contexto del nuevo proyecto.
El proyecto de la EcoCiudad de Sarriguren se apoya en los principios de la arquitectura y el urbanismo bioclimáticos. En la actualidad, es una realidad construida y habitada que ha recibido el Premio Europeo de Urbanismo 2008, en su categoría de Sostenibilidad. Este reconocimiento, otorgado por el Consejo Europeo de Urbanistas,
En septiembre de 2009 fue abierto un centro escolar privado de los hermanos Maristas y un colegio público de educación primaria.

## Demografía

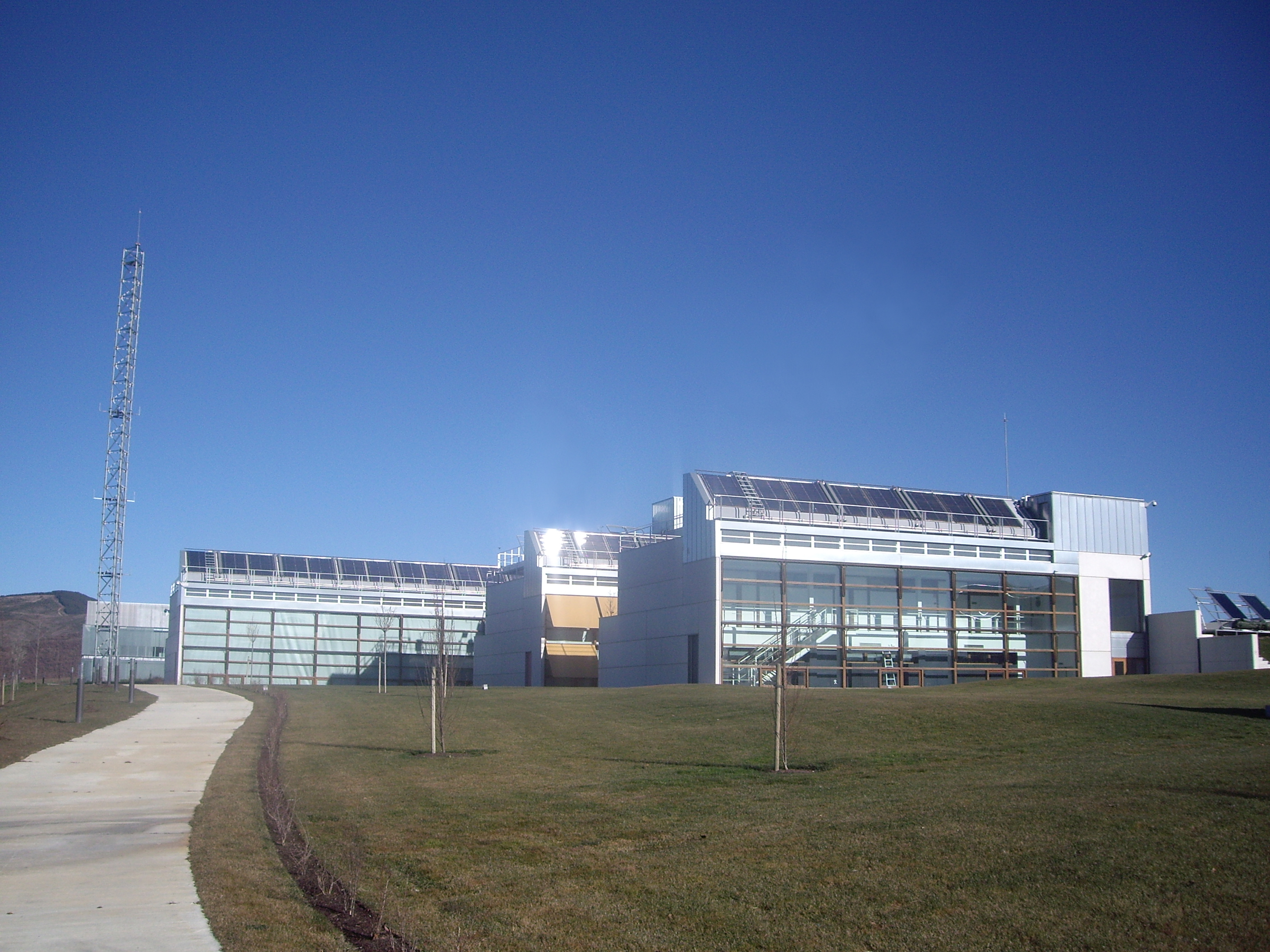
Centro Nacional de Energías Renovables, en el Parque de la innovación de Sarriguren.

### Evolución de la población
La población de Sarriguren ha variado de la siguiente forma a lo largo de su historia, comenzó con 5 hogares en 1646, algo más de 50 habitantes en 1786, y 53 en 1800, fecha en que se repartían en 12 casas. Avanzado el siglo XIX, entre 1858 y 1877, Sarriguren alcanza su máximo demográfico histórico previo a la existencia de la Ecociudad: los 80 habitantes. A partir de ese momento la población empieza a descender y, aunque en los primeros años del siglo XX se mantiene en los 66 habitantes (1910), en los años 20 experimenta un brusco descenso, que deja reducido el lugar a menos de 20 habitantes. Desde entonces y hasta los años 60, se produce una levísima recuperación (36 habitantes ocupan 9 casas en esa década),para volver a decaer hasta los 10 habitantes en el año 2000. La construcción de la Ecociudad ha supuesto la llegada en los últimos años de muchos ciudadanos a Sarriguren, la mayoría de ellos jóvenes. En septiembre de 2010, según una información publicada en la prensa y a la espera de que se publique el nomenclátor de población correspondiente a ese año por el INE figuraban empadronados 9.984, lo cual supondría un 65% de la población total del Valle de Egüés.
| Gráfica de evolución demográfica de Sarriguren entre 2000 y 2023 |
|                                                                  |
| Datos según el nomenclátor publicado por el INE.                 |

### Resultados electorales
Elecciones Municipales 2011: 

Nafarroa Bai 2011 1.333 votos 

Unión del Pueblo Navarro 965 votos

Bildu 811 votos

Izquierda-Ezkerra 691 votos

Partido Socialista de Navarra 632 votos

Partido Popular 236

Elecciones Nacionales 2011:

Unión del Pueblo Navarro-Partido Popular 1.185 votos

Geroa Bai 1.053 votos

Partido Socialista de Navarra 1.008 votos

Amaiur 944 votos

Izquierda-Ezkerra 575 votos

Equo 151 votos

Unión, Progreso y Democracia 142 votos

Partido Pirata 42 votos

Por Un Mundo + Justo 32 votos

SAIN 21 votos.

## Economía

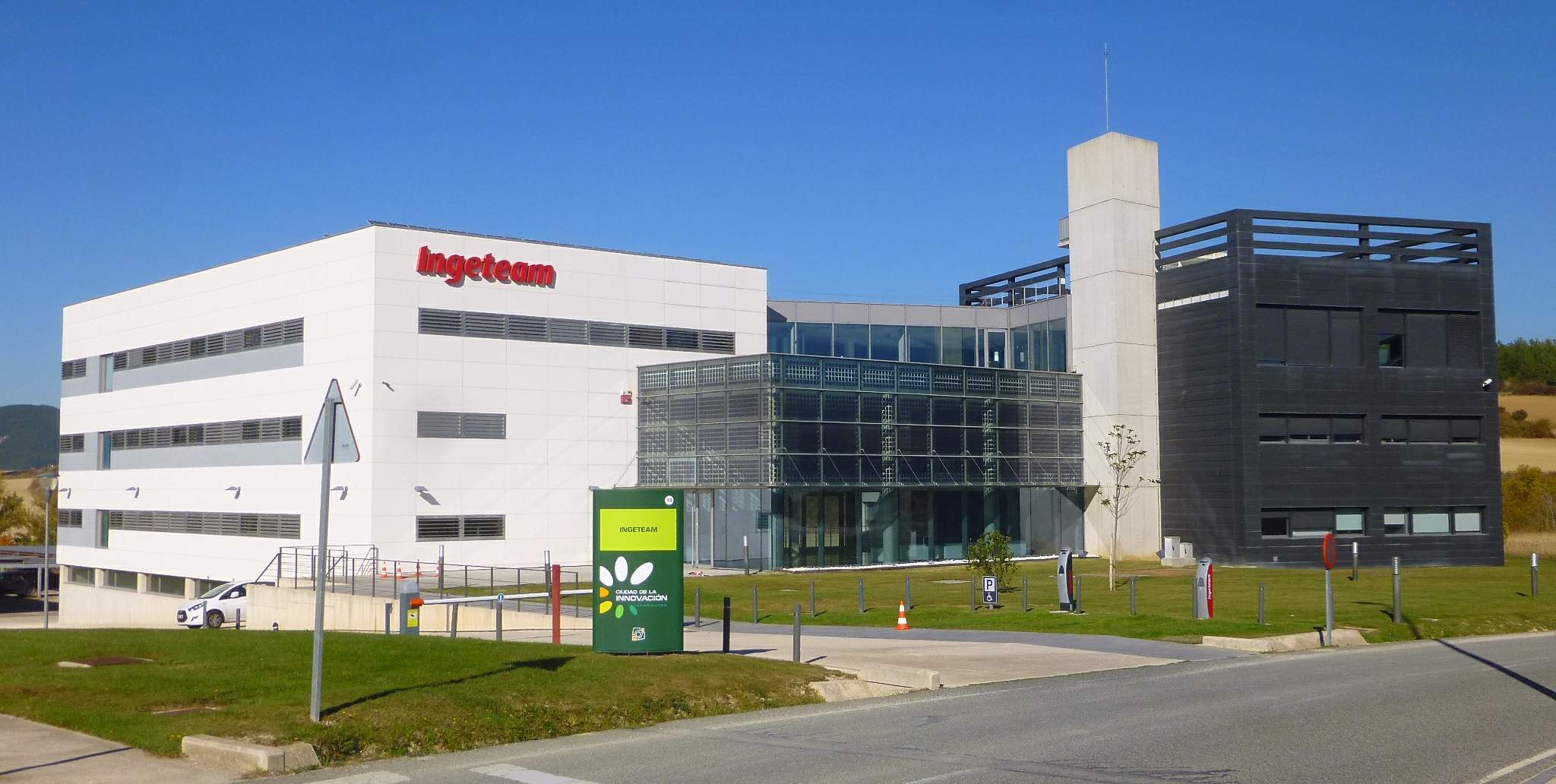
Sede de la división de Ingeteam Power Technology-Energy en el Parque de la Innovación de Navarra en Sarriguren (Valle de Egüés, Navarra)

En esta localidad navarra se encuentran las siguientes empresas:
- Ingeteam: Un grupo empresarial privado especializado en conversión de energía.
- Tracasa Instrumental: Una sociedad pública dedicada a la cartografía y los SIG.[12][13][14][15][16][17][18][19][20][21]
- Trabajos Catastrales:  Una empresa pública del Gobierno de Navarra especializada en la prestación de servicios en el uso de información territorial y de las tecnologías de la información.[22][23][24][25][23][24][18].[26][20][21]
- Siemens Gamesa: Empresa privada especializada en la energía eólica.[27]

## Transportes y comunicaciones

### Transporte urbano
Líneas del Transporte Urbano Comarcal que comunican el la localidad de Sarriguren con el resto del Área metropolitana de Pamplona.
| Eskualdeko Hiri Garraioa/Transporte Urbano Comarcal |                                                        |                                                        |
| Inicio                                              | Línea                                                  | Fin                                                    |
| Sarriguren                                          | 18                                                     | Zizur Nagusia/Zizur Mayor                              |
| Bianako Printzea/Príncipe de Viana                  | 20                                                     | Gorraitz                                               |
| Kordobila/Cordovilla                                | 23                                                     | Olloki                                                 |
| Nafarroako Gorteak/Cortes de Navarra                | N10                                                    | Sarriguren                                             |
| Taxi Iruñerria                                      |                                                        |                                                        |
| Zona                                                | A                                                      | A                                                      |
| Estaciones                                          | Nafarroako Erresuma etorbidea/Avenida Reyno de Navarra | Nafarroako Erresuma etorbidea/Avenida Reyno de Navarra |

## Monumentos

### Monumentos religiosos
- Iglesia de Santa Engracia: El edificio data del siglo XIII. Es similar a otras iglesias de estilo medieval de la misma época y consta de una nave rectangular de cuatro tramos que en otro tiempo debió estar rematada por una bóveda semicircular sustituida ahora por una cubierta plana. Conserva no obstante, una interesante ventana gótica que ilumina el interior donde aún puede verse el coro hecho en madera. Aunque Santa Engracia es el 16 de abril, las fiestas patronales se trasladan al primer fin de semana de junio, fecha definitiva aprobada en 2012.

## Cultura

### Fiestas y Eventos
Aunque Santa Engracia (patrona de Sarriguren) es el 16 de abril, las fiestas patronales se trasladan al primer fin de semana de junio, fecha definitiva aprobada en 2012 siendo las primeras fiestas del Valle. La duración de las fiestas es de 3 días, de viernes a domingo. Suelen ser bastante infantiles y con pocas barracas. También se celebran las hogueras de San Juan en el mismo terreno en el que se celebran las fiestas.